# Orocovis
Orocovis é uma municipalidade de Porto Rico. Faz parte da Região Metropolitana de San Juan - Caguas - Guaynabo.